# Донал Райън
Донал Райън (на английски: Donal Ryan) е ирландски писател на произведения в жанра драматична проза.

## Биография и творчество
Донал Райън е роден през 1976 г. в град Нина, графство Типърари, Ирландия. Има сестра. От малък е запален читател. Следва право в Университета в Лимерик. След дипломирането си работи като държавен служител в Националния орган по правата на заетостта до април 2014 г. Заедно с работата си пише романи и продължава упорито да преследва писателската си кариера въпреки многократните откази на издателствата, докато е приет от малко нововъзникващо издателство.
Първият му роман „Сърце на вятъра“ е издаден през 2012 г. За да преодолеят последиците от финансовата криза, жителите на ирландско градче успяват да надмогнат привидностите в обществените и личните си отношения, да се преборят с предразсъдъците си, разгадаят старо убийство и ново отвличане, да намерят идентичността си поотделно и като общност, и да поставят ново начало. Книгата печели наградата на вестник „Гардиън“ за дебютна книга, Ирландската литературна награда за дебют и на наградата Книга на годината за 2012 г., а през 2015 г. получава наградата за литература на Европейския съюз. На литературния фестивал в Дъблин през 2016 г. е обявен за ирландска книга на десетилетието.
През 2015 г. е издаден сборникът му с разкази „A Slanting of the Sun“ (Наклон на слънцето), като едноименният разказ от него става Ирландски разказ на годината.
Романът му „The Thing about December“ (Нещото около декември) е екранизиран през 2021 г. в ирландския филм „Foscadh“.
Заедно с писателската си дейност изнася лекции по творческо писане в Университета в Лимерик.
Донал Райън живее със семейството си в Кастлетрой, окръг Лимерик.

## Произведения

### Самостоятелни романи
- The Spinning Heart (2012)
Сърце на вятъра, изд.: ИК „Колибри“, София (2017), прев. Надежда Розова
- The Thing About December (2013)
- All We Shall Know (2016)
- From a Low and Quiet Sea (2018)
- Strange Flowers (2020)

### Сборници
- A Slanting of the Sun (2015)
- How Much the Heart Can Hold (2016) – с Карис Брей, Роуън Хизайо Бушанън, Бернадин Еваристо, Грейс Макклийн, Никеш Шукла и Д. У. Уилсън